# 綠山城火車總站
綠山城火車總站（波蘭語：Zielona Góra Główna）是波蘭西部盧布斯卡省首府之一綠山城的主要鐵路車站。2018年該站約有360萬人次乘客使用。

## 歷史
最初的車站啟用於1871年，當時城市為德意志帝國的一部分，車站以綠山城的德語名稱格林貝格（Grünberg）為站名。二戰後格林貝格成為波蘭領土並更名為綠山城，車站亦隨城市更名為綠山城車站。1960年代由於城市的人口增長，因此興建了一座新的車站大樓。
21世紀後，車站進行了全面翻新，工程共分為三個階段，最終於2012年8月16日重新投入使用。
2018年12月，該站更名為綠山城火車總站。

## 圖片集
- 1871年車站外觀
- 1970年代初期的車站
- 車站月台